# Wełniaczek sawannowy
Wełniaczek sawannowy (Kerivoula argentata) – gatunek ssaka z podrodziny wełniaczków (Kerivoulinae) w obrębie rodziny mroczkowatych (Vespertilionidae).

## Taksonomia
Gatunek po raz pierwszy zgodnie z zasadami nazewnictwa binominalnego opisał w 1861 roku brytyjski zoolog Robert Fisher Tomes nadając mu nazwę Kerivoula argentata. Holotyp pochodził z Otjoro, w Owambolandzie, w Namibii. 
Autorzy Illustrated Checklist of the Mammals of the World rozpoznają trzy podgatunki. Podstawowe dane taksonomiczne podgatunków (oprócz nominatywnego) przedstawia poniższa tabelka:
| Podgatunek      | Oryginalna nazwa             | Autor i rok opisu | Miejsce typowe                                                    |
| --------------- | ---------------------------- | ----------------- | ----------------------------------------------------------------- |
| K. a. nidicola  | Nycticejus nidicola          | Kirk, 1865        | Chupanga, rzeka Zambezi, Mozambik.                                |
| K. a. zuluensis | Kerivoula nidicola zuluensis | Roberts, 1924     | Rzeka White Umfolozi, Zululand, KwaZulu-Natal, Południowa Afryka. |

### Etymologia
- Kerivoula: epitet gatunkowy Vespertilio kerivoula F. Cuvier, 1832; prawdopodobnie od kehelvoulha (kehe wawula lub kiri wawula) oznaczającego w języku syngaleskim „bananowego nietoperza”[11][12].
- argentata: łac. argentatus „ozdobione srebrem”, od argentum, argenti „srebro”[13].
- nidicola: łac. nidus, nidi „gniazdo”[14]; -cola „mieszkaniec”, od colere „mieszkać”[15].
- zuluensis: Zululand, Natal / KwaZulu-Natal, Południowa Afryka[16].

## Zasięg występowania
Wełniaczek sawannowy występuje w Afryce zamieszkując w zależności od podgatunku:
- K. argentata argentata – środkowa i południowa Demokratyczna Republika Konga, południowo-wschodnia Kenia, południowa Tanzania, Zambia, Malawi i północna Namibia; prawdopodobnie Angola.
- K. argentata nidicola – od środkowego Mozambiku do doliny Zambezi.
- K. argentata zuluensis – Zimbabwe, południowy Mozambik i wschodnia Południowa Afryka (KwaZulu-Natal).

## Morfologia
Długość ciała (bez ogona) około 34–50 mm, długość ogona 40–52 mm, długość ucha 11–15 mm, długość tylnej stopy 10–11 mm, długość przedramienia 28–39 mm; masa ciała 5,5–10,5 g.